# Вільма (ураган)
Ураган Вільма (англ. Hurricane Wilma) — найпотужніший тропічний циклон в Атлантиці та другий за інтенсивністю тропічним циклоном у Західній півкулі, після урагану «Патрісія» у 2015 році. Швидке посилення «Вільми» призвело до 24-годинного падіння тиску на 97  мбар (2,9 дюйма рт.ст.), встановивши новий рекорд басейну. На піку урагану «Вільма» око скоротилося до рекордного мінімального діаметру 2,3 милі (3,7 км). Це був 22-ий тропічиний шторм, тринадцятий ураган, шостий сильний ураган і четвертий ураган 5 категорії рекордного сезону 2005 року.
Вільма виходила на сушу кілька разів, спричинивши найбільших руйнувань на півострові Юкатан, на Кубі та у штаті Флорида. Від урагану загинуло щонайменш 62 особи, а загальні збитки склали понад 29,1 млрд доларів США (з них 20,6 млрд у США, за цінами 2005 року), що робить цей ураган одним з 5 рекордних за збитками ураганів Атлантичного океану та четвертим в історії США.
На початку формування через повені та зсуви ґрунту загинуло 12 людей на Гаїті та 1 на Ямайці смерть було завдано збитків близько 93,5 мільйонів доларів США. На півострові Юкатан чере сильні вітри, проливні дощі та сильний штормовий нагін було пошкоджено 28 980 будинків і 473 школи. Ураган завдав збитків у Мексиці на 4,6 мільярда доларів та вісім загинуло. На Кубі шторм пошкодив посіви, дороги, залізничне сполучення близько 7149 будинків, 364 школи та 3 лікарні зазнали пошкодження було зруйновано 446 житлових будинків. Збитки на Кубі сягнули приблизно 704 мільйонів доларів. У Флориді сильні вітри вплинули на більшу частину південну частину штату, тоді як штормовий нагін призвів до прибережних повеней, особливо в округах Колльєр і Монро. Перший, де шторм обрушився на сушу, зазнав збитків приблизно на 1,2 мільярда доларів США, причому певною мірою постраждали 16 000 підприємств і будинків. Велике Маямі, округ Палм-Біч повідомив про пошкодження майже 59 000 підприємств і будинків, тоді як 5111 будинків було пошкоджено в окрузі Бровард і щонайменше 2059 будинків в окрузі Маямі-Дейд стали непридатними для проживання. У Флориді завдано збитків приблизно на 19 мільярдів доларів і 30 загинуло. На Багамських островах через загинула 1 людина та пошкодила або зруйнувала сотні будинків, переважно на Великий Багама. Загалом було зареєстровано щонайменше 52 смерті, а збитки склали 26,5 мільярда доларів, більшість із яких у Сполучених Штатах.

## Метеорологічна історія

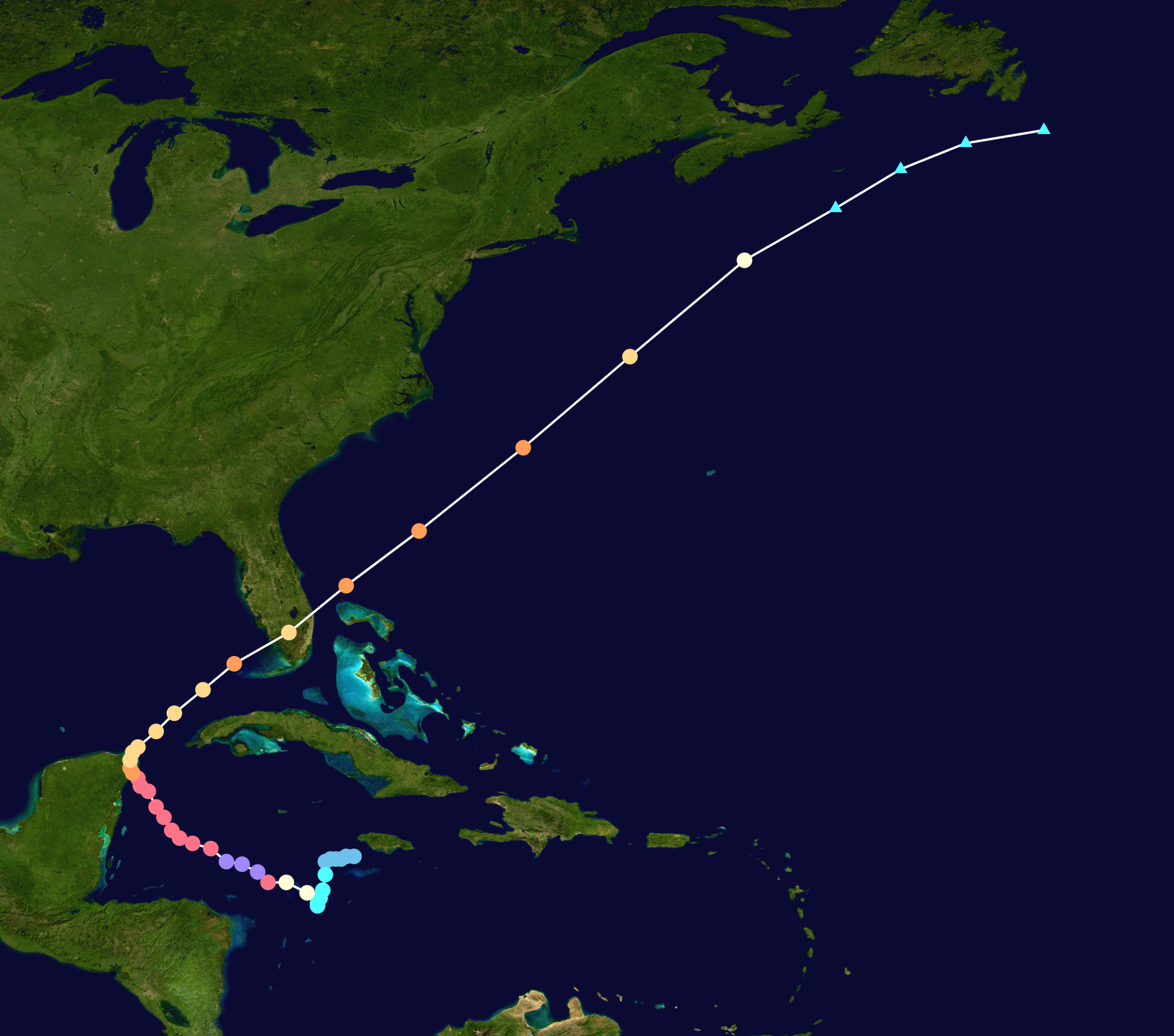
Карта шляху і інтенсивності Урагану Вільма за шкалою Саффіра-Сімпсона

У середині жовтня 2005 року в Карибському морі виникла велика мусонна система. Широка область низького тиску утворилася 13 жовтня на південний-схід від Ямайки, яка повільно стала більш чіткою, набуваючи додаткової глибокої конвекції. 15 жовтня о 18:00 Національний ураганний центр класифікував систему Тропічна депресія 24, хоча вона розташована приблизно за 220 миль (350 км) на південний-схід від Великого Кайману. Депресія рухалась на південний-захід через сприятливе середовище, включаючи теплу температуру поверхні моря, завдяки зоні високого тиску над Мексиканською затокою, середньому тропосферному антициклону на північний-схід від шторму та слабкому та погано вираженому кермовий потік. Депресія повернула на південний-захід і 17 жовтня переросла в тропічний шторм, після чого NHC назвала її Вільма. Початкова інтенсифікація була повільною через великий розмір циклону та градієнт тиску, хоча пов’язана з цим конвекція поступово організувалася.
18 жовтня Вільма повернула на північний-захід і посилився до урагану, а згодом зазнав швидкої інтенсифікації над відкритими водами Карибського моря. Протягом 30-годинного періоду до 19 жовтня атмосферний тиск впав з 982 до 882 мілібарів (29,0-26,0  дюймів ртутного стовпа); це зробило Вільму найсильнішим атлантичним ураганом за всю історію спостережень. Протягом того самого періоду посилення вітри посилилися до пікової інтенсивності 185 миль/год (295 км/год), що зробило Вільму ураганом 5 категорії за шкалою Саффіра-Сімпсона. Цикл заміни очної стінки призвів до того, що Вільма ослабла 5 нижче категорії 20 жовтня. Потім шторм перемістився на північний-захід у бік півострова Юкатан у Мексиці. Пізно ввечері 21 жовтня ураган обрушився на острів Косумель, Кінтана-Роо, зі швидкістю вітру 150 миль/год (240 км/год). Приблизно через шість годин, о 03:30 UTC наступного дня, Вільма здійснила другий вихід на материкову частину Мексики поблизу Пуерто-Морелос , але швидкість вітру зменшилася до 215 км/год.
| Найінтенсивніші атлантичні урагани | Найінтенсивніші атлантичні урагани | Найінтенсивніші атлантичні урагани | Найінтенсивніші атлантичні урагани | Найінтенсивніші атлантичні урагани | Найінтенсивніші атлантичні урагани |
| Місце                              | Ім'я                               | Сезон                              | Тиск (гПа)                         |                                    |                                    |
| ---------------------------------- | ---------------------------------- | ---------------------------------- | ---------------------------------- | ---------------------------------- | ---------------------------------- |
| 1                                  | «Вільма»                           | 2005                               | 882                                |                                    |                                    |
| 2                                  | «Гілберт»                          | 1988                               | 888                                |                                    |                                    |
| 3                                  | «День праці»                       | 1935                               | 892                                |                                    |                                    |
| 4                                  | «Ріта»                             | 2005                               | 895                                |                                    |                                    |
| 5                                  | «Мілтон»                           | 2024                               | 897                                |                                    |                                    |
| 6                                  | «Аллен»                            | 1980                               | 899                                |                                    |                                    |
| 7                                  | «Камілла»                          | 1969                               | 900                                |                                    |                                    |
| 8                                  | «Катріна»                          | 2005                               | 902                                |                                    |                                    |
| 9                                  | «Мітч»                             | 1998                               | 905                                |                                    |                                    |
| 9                                  | «Дін»                              | 2007                               | 905                                |                                    |                                    |
| Джерело:                           |                                    |                                    |                                    |                                    |                                    |

Інтенсивність урагану над півостровом Юкатан впала до 2 категорії, але поступово знову посилилася, коли досягла Мексиканської затоки, незважаючи на значне посилення зсуву вітру. Ураган «Вілма» знову став ураганом 3 категорії рано 24 жовтня, коли він прискорювався на північний-схід керований потужною баричною уголовиною. Пройшовши на північний-захід від Флорида-Кіс, ураган обрушився на південний-захід Флориди біля мису Романо близько 10:30 UTC зі швидкістю вітру 120 миль/год (190 км/год). Вільма швидко перетнула штат і ослабла до урагану 2 категорії, виходячи в Атлантичний океан біля Джупітер. Циклон ненадовго знову посилився до урагану 3 категорії, проходячи на північ від Багамських островів пізніше 24 жовтня, поглинаючи менший Тропічний шторм Альфа на сході. Ураган пройшов на захід від Бермудських островів 25 жовтня. Після того, як холодне повітря та зсув вітру проникли в ядро конвекції, Вільма перейшов у позатропічний циклон 26 жовтня приблизно в 230 милях (370 км) на південний-схід від Галіфакса, Нова Шотландія, перш ніж він був поглинений іншим позатропічним штормом через день над Атлантичною Канадою.